# Lonchognatha
De Lonchognatha zijn een groep van uitgestorven pterosauriërs behorend tot de groep van de Caelidracones.
Een klade Lonchognatha is in 2003 benoemd door de paleontoloog David Unwin. De definitie was: de groep bestaande uit de laatste gemeenschappelijke voorouder van Eudimorphodon ranzii en Rhamphorhynchus muensteri; en al zijn afstammelingen. De naam is afgeleid van het Klassiek Griekse lonchos, 'speer' en gnathos, 'kaak', een verwijzing naar de lange gepunte kaken van de leden van de groep.
Unwin benoemde de groep naar aanleiding van een kladistische analyse die deze klade vond. De synapomorfieën, gedeelde afgeleide eigenschappen, waren de zes volgende: een lage snuit met een rechte of bolle onderkant; praemaxillae die naar achteren tot tussen de frontales groeien; een laag en lang neusgat; met een naar achteren hellende achterkant; en die breed aansluit bij de bovenkaak; een oogkas die groter is dan de voorliggende schedelopening, de fenestra antorbitalis. De basale, nog weinig van die van de voorouderlijke reptielen afwijkende, schedel werd dus van hoog en bol, plat en langwerpig.
De Lonchognatha zijn de zustergroep van de Anurognathidae binnen de Caelidracones. Tot de Lonchognatha behoren de Campylognathoididae, de Rhamphorhynchoidea en de Pterodactyloidea (beide laatste verenigd in de Breviquartossa), dus de meeste pterosauriërs met uitzondering van enkele zeer basale groepen.
De klade Lonchognatha komt inhoudelijk vermoedelijk overeen met de klade Novialoidea zoals gedefinieerd door Alexander Kellner.